# К'яра Фонтанезі
К'яра Фонтанезі, при народженні Чіара (італ. Kiara Fontanesi; 10 березня 1994, Парма, Італія) — італійська мотогонщиця. Чотириразова чемпіонка світу з мотокросу серед жінок  (2012-2015).

## Біографія
К'яра вперше сіла на мотоцикл в три роки, першою моделлю став Yamaha PW50. В дитинстві була активною дитиною, тому разом з братом почала займалась мотокросом. В дитинстві вона також займалася художньою гімнастикою, але бажання їздити та стрибати по гірках виявилось сильнішим. Спочатку К'яра виступала в національних змаганнях, 4 рази вигравши чемпіонат Італії.
У 2007 році вирушила підкорювати США. 
У 2009 році Фонтанезі дебютувала у чемпіонаті світу з мотокросу серед жінок з командою «8fontaMXracing». У дебютному сезоні здобула свою першу перемогу у серії. Відтоді К'яра стала справжньою грозою жіночого мотокросу.
У 2012 році Фонтанезі домінувала в чемпіонаті WMX, виступаючи на мотоциклі Yamaha YZ250F YRRD (Yamaha Rinaldi Research and Development). Італійська гонщиця виграла п'ять із восьми етапів, здобувши перший титул, як для Італії, так і для Yamaha.
В трьох наступних сезонах домінування Фонтанезі у світовому жіночому мотокросі продовжилось.

## Особисте життя
К'яра зустрічається з мотогонщиком, чемпіоном світу серії MotoGP в класі Moto3 (2013), Маверіком Віньялесом.